# Jordi Matas Dalmases
Jordi Matas Dalmases és un professor universitari i catedràtic de Ciència Política de la Universitat de Barcelona.

## Biografia
Va estudiar Dret a la Universitat de Barcelona i s'hi llicencià l’any 1988. També va estudiar Ciències Polítiques i Sociologia a la Universitat Autònoma de Barcelona i s'hi llicencià el 1989. Es va doctorar en Ciència Política i de l’Administració a la Universitat de Barcelona el 1994 i va ser el primer doctor en Ciència Política d’aquesta Universitat.
S'ha especialitzat en l'estudi dels governs de coalició, l'elitisme polític, les estructures polítiques de les administracions i el sistema polític de Catalunya. Ha participat en diversos projectes col·lectius d’investigació relacionats amb aquests camps de recerca. Ha participat com a investigador en el Government Department de la London School of Economics and Political Science i en el Departament de Ciència Política de la Universitat de Montreal.
Ha ocupat diversos càrrecs a la Universitat de Barcelona, com ara el de vicerector (2001-2008, 2021-2023) i el de secretari general (2002-2004). També ha estat president de la Junta Electoral Permanent de la mateixa Universitat (2001-2008), president de la Comissió de Política Lingüística (2001-2008), director de l’Escola d’Idiomes Moderns (2004-2008), president del Comitè Editorial d’Edicions i Publicacions (2004-2008), director del Departament de Dret Constitucional i Ciència Política (2012-2016), cap d’estudis del grau de Gestió i Administració Pública (2001) i coordinador de l’àrea de Ciència Política (2010-2021). Entre el 2021 i el 2023 fou vicerector de Relacions Institucionals, Comunicació i Política Lingüística de la Universitat de Barcelona a l'equip del rector Joan Guàrdia i Olmos. Actualment, és director de l’Observatori dels Governs de Coalició de la UB.
Ha estat director del Mestratge en Funció Directiva de l'Escola d’Administració Pública de Catalunya (2004-2005) i ha presidit diverses comissions de la Xarxa Vives d’Universitats (entre el 2001 i el 2008).
Ha estat membre del Consell Rector del Centre d’Estudis d’Opinió (CEO) de la Generalitat de Catalunya, del Consell Rector de l'Escola d’Administració Pública de Catalunya, i de la Comissió Acadèmica de l'Institut de Ciències Polítiques i Socials (2001-2023). També ha estat fundador i president de l'Associació Catalana de Ciència Política (2021-2023).
Va ser el president de la Comissió de Control de la consulta sobre el futur polític de Catalunya del 9 de novembre del 2014 i també va presidir la Sindicatura Electoral del referèndum d’autodeterminació de Catalunya de l’1 d’octubre del 2017, l’òrgan que havia de vetllar per la transparència, l’objectivitat i l'exercici dels drets electorals. Igual que els altres membres de la Sindicatura, va ser processat per haver acceptat aquest encàrrec del Parlament de Catalunya. La Fiscalia li va demanar una pena de dos anys i nou mesos de presó, multa i inhabilitació pels delictes de desobediència i d’usurpació de funcions. El judici, que es va ajornar dues vegades, es va celebrar finalment els dies 3 i 4 de març del 2021. Les cinc persones processades van ser absoltes, però la fiscalia va presentar recurs davant l'Audiència de Barcelona, la qual va resoldre anul·lar la sentència absolutòria i repetir el judici.
Va ser articulista d’El País durant set anys (des del novembre del 2010 fins al novembre del 2017, quan ho va deixar perquè li van censurar un article). Durant més d’una dècada va participar en programes d’opinió política a Catalunya Ràdio i l’any 2023 va ser col·laborador de Nació Digital. Actualment publica al diari digital La República.

## Llibres publicats
- Guia per formar un govern de coalició (Edicions UB, 2021)
- Let’s Govern Together! (Tirant Lo Blanch, 2020)
- Opinión política (Edicions UB, 2017)
- La formación de un gobierno de coalición. (Tirant Lo Blanch, 2015)
- El perfil polític dels consellers dels governs de Jordi Pujol (1980-2003). (Generalitat de Catalunya, 2012)
- The internal enlargement of the European Union. (Et altri. Centre Maurits Coppieters, 2010)
- El control político de la Administración (Editor. Institut de Ciències Polítiques i Socials, 2001).
- Coaliciones Políticas y Gobernabilidad. (Editor. Institut de Ciències Polítiques i Socials, 2000)
- El sistema polític de Catalunya. (Editor juntament amb Miquel Caminal. Tecnos, 1998)
- Els alts càrrecs: política i administració a la Generalitat de Catalunya.[17] (Escola d’Administració Pública de Catalunya, 1995)

## Reconeixements
- Premi a la millor obra didàctica en els XXV Premios Nacionales de Edición Universitaria pel llibre Guia per formar un govern de coalició (Edicions UB, 2021). Traduït al castellà i a l'anglès.[18]
- Medalla d’Honor del Parlament de Catalunya, en la categoria d’or, a les víctimes de la repressió i als col·lectius jurídics que les defensen, com a ex-president de la Sindicatura Electoral del Referèndum de l'1 d'octubre.[19]